# Дмитриев, Сергей Михайлович (футболист)
Сергей Михайлович Дмитриев (14 февраля 1997, Ульяновск) — российский футболист, полузащитник.

## Биография
Занимался футболом в ЦПМФ «Рубин» Казань (май — июнь 2010), МЦПЮФП «Мордовия» Саранск (май — ноябрь 2011, июнь — август 2012), академии футбола имени Юрия Коноплёва (ноябрь 2011 — июнь 2012). С августа 2012 — в УОР-5 Егорьевск, в 2013—2017 годах играл в любительском третьем дивизионе за «Мастер-Сатурн» и «УОР № 5». В сезоне 2017/18 был в составе второй команды клуба второго испанского дивизиона «Реус Депортиу». Летом 2019 перешёл в клуб чемпионата Армении «Ноа» Ереван. Провёл два матча, выходя за несколько минут до конца встречи. С февраля 2020 года является игроком «Родина» Москва

## Достижения
- Обладатель Кубка Армении (1): 2019/20.